# John Peterson (Ringer)
John Allan Peterson (* 22. Oktober 1948 in Cumberland, Barron County, Wisconsin) ist ein ehemaliger US-amerikanischer Ringer.

## Werdegang
John Peterson wuchs in Comstock, Wisconsin, auf. Wie fast alle amerikanischen Weltklasseringer erlernte er das Ringen auf der High School und an der Universität, in seinem Fall an der University of Wisconsin–Madison. Er gewann mehrere Titel für seine Universität, darunter auch drei „All-American-Championships“ für den Universitäts-Sportverband NAIA. 1971 gewann er die Qualifikation für die Panamerikanischen Spiele in Cali, konnte dort aber wegen einer Verletzung nicht starten. Dafür wurde er von der AAU (Amerik. Athleten Union) bei den Weltmeisterschaften in Sofia im Freistilringen eingesetzt, musste dort aber Lehrgeld bezahlen, als er ohne Sieg nur den 19. Platz belegte. Das entmutigte John aber keineswegs. Er qualifizierte sich mit seinem zwei Jahre jüngeren Bruder Benjamin für die Olympischen Spiele 1972 in München, wo er eine Silbermedaille gewann, während Benjamin eine Gewichtsklasse höher sogar die Goldmedaille gewann. Vier Jahre später, 1976 in Montreal, drehten die beiden Brüder dieses Resultat um, denn nun wurde John Olympiasieger und Benjamin gewann eine Silbermedaille. Beide wollten auch bei den Olympischen Spielen 1980 noch einmal an den Start gehen, aber die politische Entwicklung jener Jahre verwehrte ihnen den Start. 1972 bzw. 1976 schlug er bei den Olympischen Spielen auch die deutschen Spitzenringer Peter Neumair, Horst Stottmeister und Adolf Seger.
John Peterson ging danach für sieben Jahre als Prediger einer amerikanischen christlichen Gruppe nach Europa, dabei lebte er fünf Jahre lang in Wien. Danach kehrte er in die Vereinigten Staaten zurück und betreibt mit seinem Bruder Ben ein Trainingscamp für Ringen in Watertown, Wisconsin, in dem auch einige amerikanische Spitzenathleten trainieren.

## Erfolge
(OS = Olympische Spiele, WM = Weltmeisterschaft, F = Freistil, Mi = Mittelgewicht, damals bis 82 kg Körpergewicht)
- 1971, 19. Platz, WM in Sofia, F, Mi, mit Niederlagen gegen Jan Wypiórczyk, Polen und Horst Stottmeister, DDR;

- 1972, Silbermedaille, OS in München, F, Mi, mit Siegen über Richard Barraclough, Vereinigtes Königreich, Jan Wypiórczyk, Horst Stottmeister, Peter Neumair, Bundesrepublik Deutschland, Vasile Iorga, Rumänien und einer Niederlage gegen Lewan Tediaschwili, UdSSR;

- 1973, 9. Platz, WM in Teheran, mit Sieg über Felipe González, Spanien, einem Unentschieden gegen Ismail Abilow, Bulgarien und einer Niederlage gegen Wassili Schultschew, UdSSR;

- 1976, Goldmedaille, OS in Montreal, F, Mi, mit Siegen über Anthony Shacklady, Großbritannien, André Bouchoule, Frankreich, Adolf Seger, BRD, Istvan Kovács, Ungarn, Wiktor Nowoschilow, UdSSR und Mehmet Uzun, Türkei;

- 1978, 3. Platz, WM in Mexiko-Stadt, F, Mi, mit Siegen über Esdon Leandro, Brasilien, José Damian, Kuba, Henryk Mazur, Polen, Shoukri Achmedow, Bulgarien und Niederlagen gegen Magomed Arakilow, UdSSR und Adolf Seger;

- 1979, 2. Platz, WM in San Diego, F, Mi, mit Siegen über Günter Bussarello, Österreich, Adolf Seger, Akira Ohta, Japan, Istvan Kovács und einer Niederlage gegen Arakilow